# Historiestuk (Rembrandt)

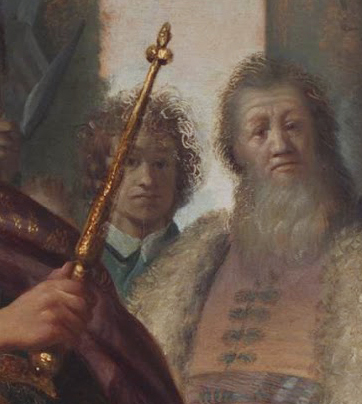
Detail: Rembrandts zelfportret (midden) op het Historiestuk

Historiestuk of Historiestuk met zelfportret van de schilder is een vroeg werk uit 1626 van de Nederlandse schilder Rembrandt van Rijn. Voorheen werd het stuk ook wel aangeduid met Historieschilderij. Het is in bezit van de Staat der Nederlanden en is in blijvende bruikleen gegeven aan het Stedelijk Museum De Lakenhal in de Nederlandse stad Leiden.

## Voorstelling
De algemeen geformuleerde titel Historiestuk geeft aan dat men niet heeft kunnen vaststellen welke voorstelling Rembrandt precies uitbeeldde. Minstens vijftien theorieën hebben de ronde gedaan, gebaseerd op verhalen uit de klassieke oudheid of de bijbel. Lange tijd werd, in navolging van de Duitse Rembrandt-kenner Kurt Bauch, aangenomen dat het schilderij consul Quintus Petillius Cerialis en de Germaanse legioenen voorstelt. Volgens dit verhaal schonk de Romeinse consul voor de poorten van Trier vergiffenis aan de legioenen die zich bij de Germaanse opstandelingen hadden aangesloten. Dit is gebaseerd op overeenkomsten met een ets met dat onderwerp, die Antonio Tempesta in 1612 maakte en die Rembrandt mogelijk gezien heeft.
Omdat op het schilderij drie personen voor een hooggeplaatst persoon een eed zweren, gaan sommige kunsthistorici ervan uit dat het gaat om de gelofte door de drie Horatiërs voor de Romeinse koning Tullus Hostilius (zie Horatii en Curiatii). De Amerikaans-Nederlandse kunsthistoricus Gary Schwartz veronderstelt dat het zou gaan om een gebeurtenis uit de Trojaanse Oorlog, waarin Agamemnon beveelt Palemedes te stenigen totdat de dood erop volgt. Dit als mogelijke pendant van een ander vroeg paneel van Rembrandt, De steniging van de Heilige Stefanus uit 1625, dat exact dezelfde afmetingen heeft als het Historiestuk. Ook zou het om de oudtestamentische Jozef (zoon van Jakob) kunnen gaan, die door zijn wraakzuchtige halfbroers met stenen wordt bekogeld. Voor geen van de theorieën bestaat sluitend bewijs.
Achter de hooggeplaatste persoon met scepter is het zelfportret van de schilder zichtbaar.

## Ontstaan
Het werk is gesigneerd en gedateerd 'R[embrandt]H[armensz.] 16[2]6'. Rembrandt schilderde het dus tijdens of vlak na zijn verblijf in het atelier van de Amsterdamse schilder Pieter Lastman. Daar kan hij Coriolanus en de Romeinse afgezanten, dat Lastman in 1622 voltooide, gezien hebben. Rembrandt was hier kennelijk zo van onder de indruk, dat hij het gebruikte als uitgangspunt voor zijn Historiestuk.

## Herkomst
Het werk was vermoedelijk een van de "twee braave groote stukken van Rembrandt" die vermeld worden in de catalogus uit 1663 van de collectie van de Leidse filoloog Petrus Scriverius (het andere zou dan De steniging van de Heilige Stefanus kunnen zijn). Een Londense kunsthandelaar verwierf het in 1924. Het werd in 1925 aangekocht door de kunstverzamelaar J.J.M. Chabot, die het op 1 september 1942 liet veilen. De koper was een zekere B. Mensing in Amsterdam, die het nog dezelfde dag doorsluisde naar E. Göpel in Den Haag. Waarschijnlijk via Göpel kwam het terecht in de Linzer Sammlung, de collectie die Adolf Hitler op persoonlijk bevel in de Oostenrijkse stad Linz had laten aanleggen voor een nooit gerealiseerd Führermuseum. Na de bevrijding keerde het schilderij terug naar Nederland en werd eigendom van de staat. Het is ondergebracht in het Instituut Collectie Nederland en werd in 1948 in permanente bruikleen gegeven aan Museum De Lakenhal. In 1982 werd het als een Rembrandt geïdentificeerd.

## Verwante werken

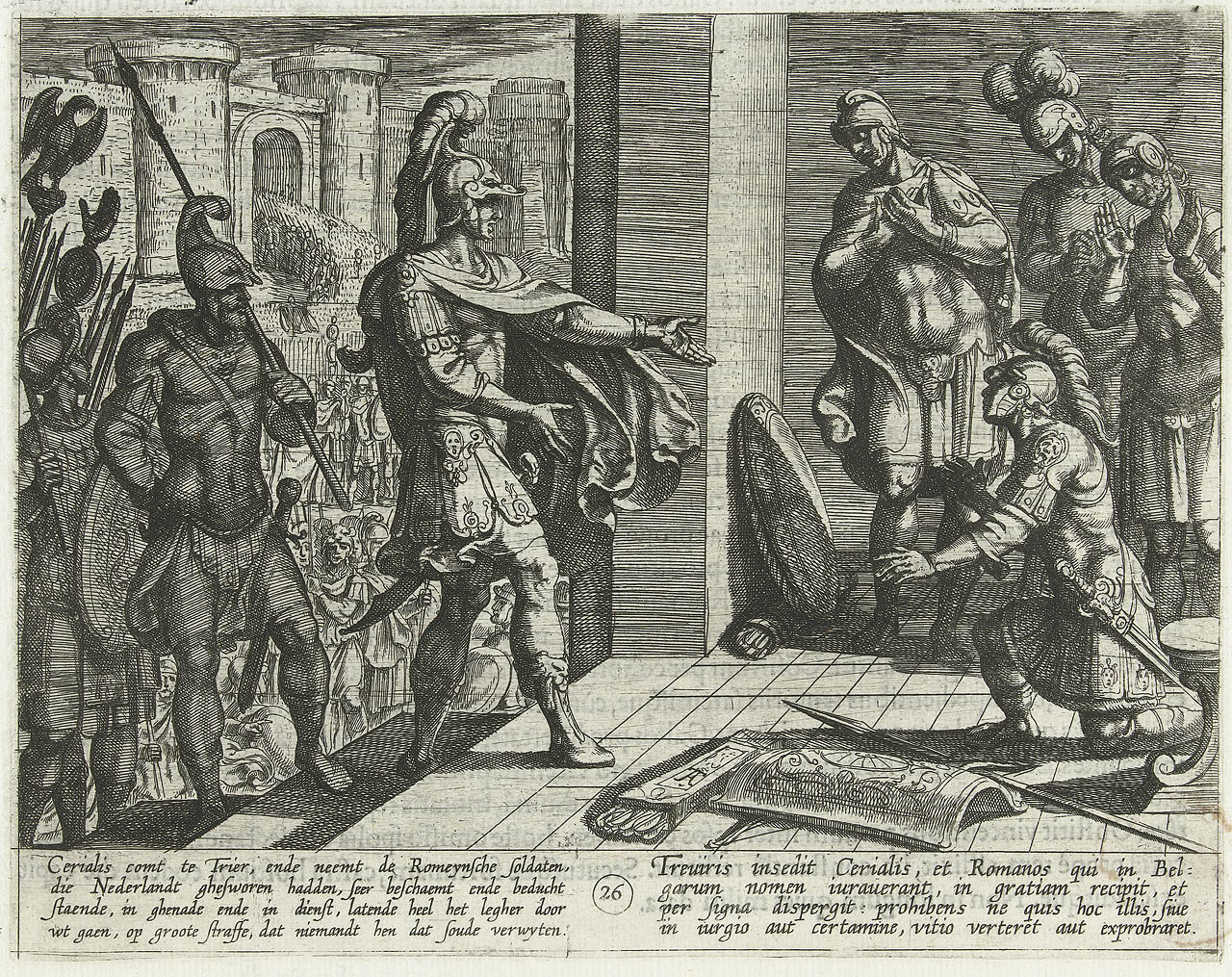
Antonio Tempesta. Cerialis schenkt overgelopen soldaten genade. 1612.
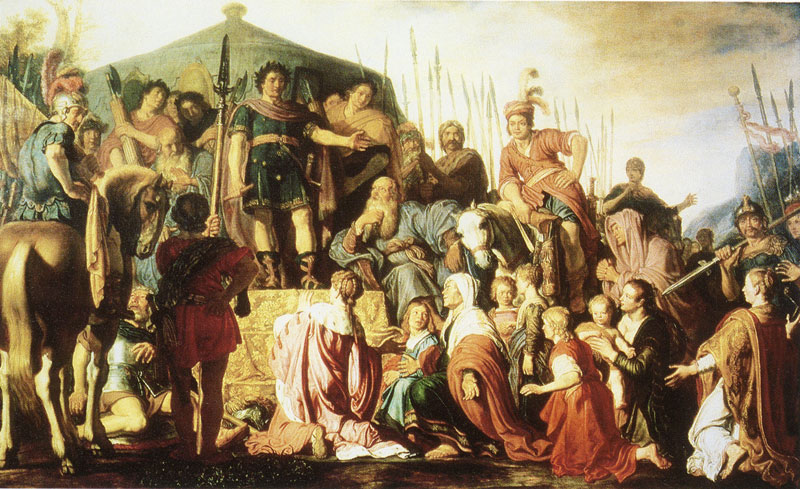
Pieter Lastman. Coriolanus en de Romeinse afgezanten, detail. 1622.
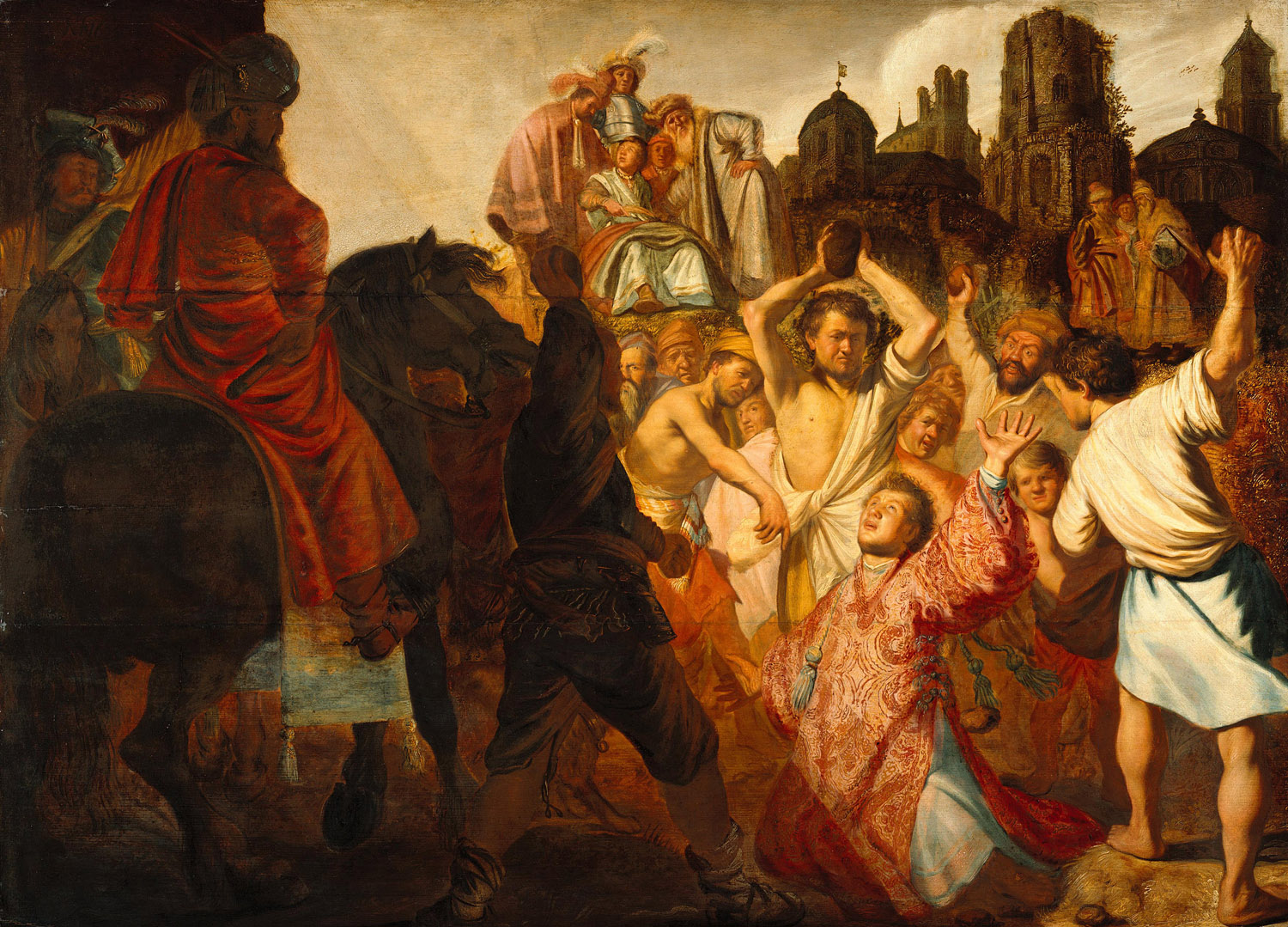
Rembrandt. De steniging van de Heilige Stefanus, 1625.